# Jean-Charles Gicquel
Jean-Charles Gicquel (ur. 24 lutego 1967) – francuski lekkoatleta, skoczek wzwyż.
Jego córka Lucille jest siatkarką. 
Na Igrzyskach Frankofońskich w 1989 zdobył złoty medal. Do jego osiągnięć należy również złoty medal igrzysk śródziemnomorskich (Narbona 1993). W Paryżu 1994 został halowym wicemistrzem Europy. W 1993 w Rzymie zajął drugie miejsce w konkursie skoku wzwyż lekkoatletycznego pucharu Europy. Czterokrotnie był mistrzem Francji na otwartym stadionie (1987, 1990, 1994, 1995) i również czterokrotnie w hali (1990, 1991, 1993, 1994). 
Swój halowy rekord życiowy (2,35 m) ustanowił 13 marca 1994 podczas mistrzostw Europy w Paryżu. Jego rekord życiowy na otwartym stadionie, który został ustanowiony 10 lipca 1994 w Eberstadt wynosi 2,33 m.